# Chiesa di Santa Sabina (Silanus)
La chiesa di Santa Sabina è una chiesa di Silanus: fa parte del complesso nuragico di Santa Sarbana.

## Storia
Non si hanno notizie certe sulla data di costruzione della chiesa: secondo alcuni questa potrebbe essere stata costruita nell'Alto Medioevo, utilizzando materiale di risulta dal vicino nuraghe e tomba dei giganti, che è ancora visibile nella parte bassa delle murature, in basalto nero, per poi essere ristrutturata intorno alla seconda metà dell'XI secolo, mentre secondo altri è stata edificata tra il X e l'XI secolo. In origine la chiesa doveva presentarsi nella sua forma attuale, ma con la sola presenza dell'abside centrale, mentre le due laterali sono state aggiunte successivamente. Probabile che la chiesa sia appartenuta ai benedettini, ma ogni documento storico sulla sua storia è andato perduto.
Durante il XX secolo la chiesa è stata più volte rimaneggiata: in particolare è stato ricostruito il vano di destra, crollato e di cui rimanevano solo le mura perimetrali, l'imposta della volta a botte e dell'abside e l'arco di collegamento con il vano centrale, ed è stata ricostruita la cupola centrale, assumendo la forma attuale.
Nel 1987 è stata sottoposta a lavori di consolidamento: durante questi interventi, al di sotto della pavimentazione originaria, sono stati trovati resti di muratura di capanne nuragiche, con aggiunte di epoca romana, e frammenti di ceramica e di ossa. Inoltre si è scoperto che la soglia che divide il vano centrale da quello di sinistra è ricavato da una stele probabilmente utilizzata per una tomba dei giganti che era posta nei pressi della chiesa.

## Descrizione

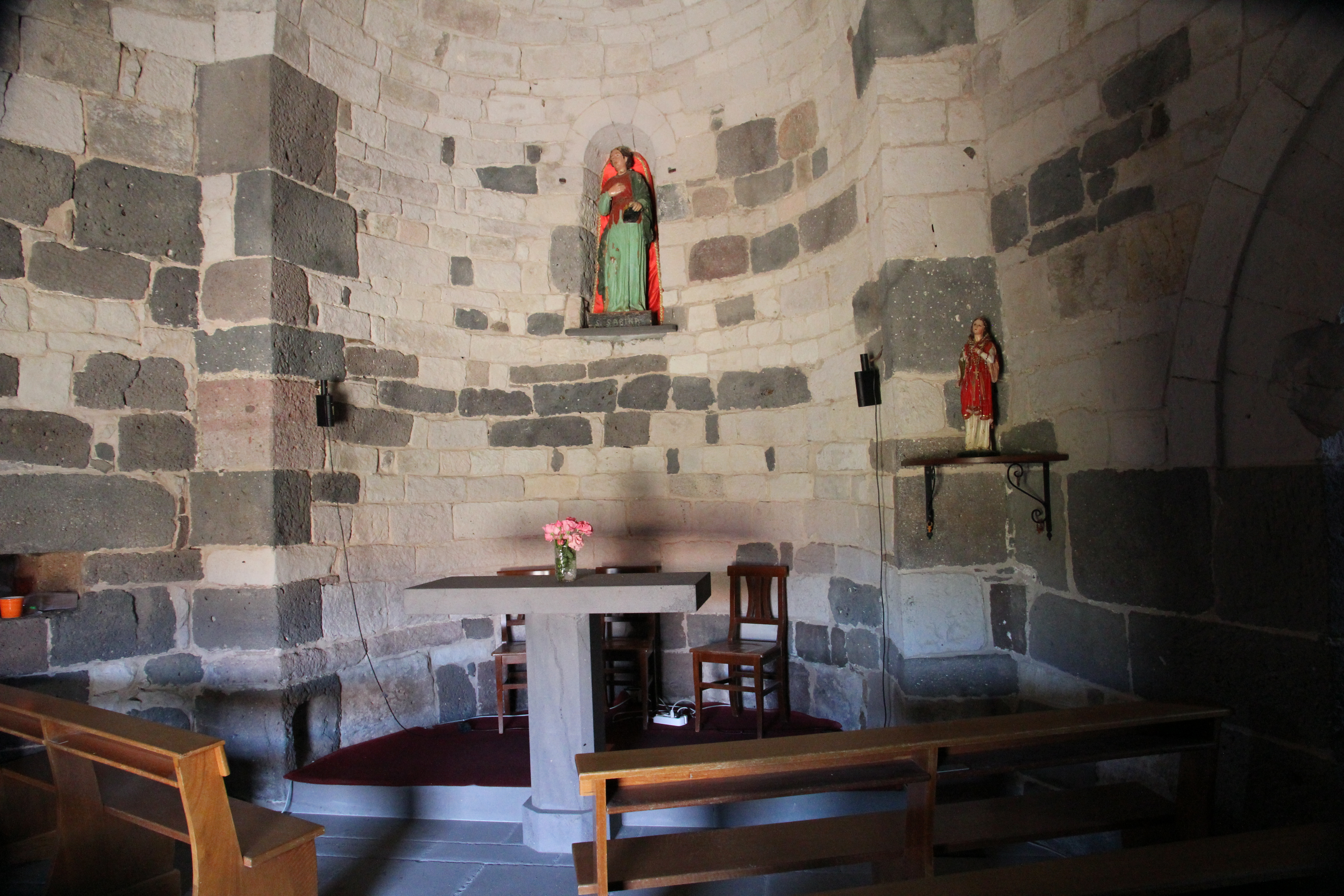
L'interno della chiesa

La chiesa è situata alla periferia di Silanus, lungo la strada che porta a Macomer: si presenta con un corpo centrale di maggiori dimensioni e due laterali più piccoli. È caratterizzata da una bicromia nella muratura esterna, ossia nera, data dal basalto riutilizzato dal vicino complesso nuragico, nella parte inferiore, e bianca, data dalla pietra calcarea, nella parte alta: tale effetto è meno visibile nel corpo di destra, a seguito della ricostruzione.
Il corpo centrale, di forma circolare, è sormontato da una cupola ovoidale sulla cui sommità è posta una croce in ferro, mentre i due vani laterali, rettangolari, hanno una copertura a doppio spiovente in legno. L'ingresso principale è posto nel vano centrale: è preceduto da un protiro altro 1 metro e 90, con un arco a tutto sesto, mentre il portale d'ingresso, preceduto da tre gradini, ha un architrave monolitico in basalto; ai lati dell'ingresso si trovano due blocchi in basalto, scavati in superficie, utilizzati probabilmente come acquasantiera. Un altro ingresso è posto nel vano di sinistra: ha due stipiti in trachite scusa e un arco a tutto sesto in calcare bianco.
Internamente, ogni vano è caratterizzato sul fondo da un'abside: quello centrale è di dimensioni maggiori, dov'è anche posto l'altare maggiore di semplice fattura, mentre quelli dei vani laterali sono più piccoli. Tutti gli absidi si caratterizzano per una finestra posta al centro: in particolare quello centrale e di sinistra hanno una monofora strombata, mentre quello di destra una semplice finestra rettangolare. Il vano sinistro ha una monofora su di un lato. Il vano centrale ha una volta ovoidale, i due laterali hanno una volta a botte: tutti gli ambienti sono collegamenti internamente tra loro tramite archi a tutto sento in calcare bianco. La pavimentazione, rifatta nel 1987, è in cemento: questa ha sostituito la precedente in massi di basalto, provenienti dalla sommità del vicino nuraghe.